# Fredrik Karlström (ishockeyspelare)
Fredrik Kent Erik Karlström, född 12 januari 1998 i Stockholm, är en svensk professionell ishockeyspelare som spelar för Linköping HC i SHL. Karlström gjorde debut med AIK under säsongen 2015/16 i Hockeyallsvenskan. Vid NHL-draften 2016 valdes han av Dallas Stars i den tredje rundan som nummer 90 totalt. Den efterföljande säsongen tog han en ordinarie plats i AIK och i april 2017 skrev han ett tvåårsavtal med Linköping HC.
Från 2019 spelade han två säsonger för Växjö Lakers HC, som han säsongen 2020/21 vann SM-guld med. Därefter lämnade han Sverige för spel i Nordamerika, där han gjorde NHL-debut för Stars i april 2022. Mellan 2021 och 2024 spelade han dock främst för dess farmarklubb Texas Stars i AHL. I juli 2024 tecknade han ett avtal med New York Islanders; han spelade dock endast för klubbens farmarlag Bridgeport Islanders. Sedan maj 2025 tillhör han åter Linköping HC.
I landslagssammanhang har Karlström representerat Sverige vid två JVM. Han tog ett JVM-silver 2018 i USA.

## Karriär

### Klubblag

#### 2014–2021: Början av karriären och SM-guld
Karlström påbörjade sin ishockeykarriär i moderklubben Trångsunds IF. Via IFK Täby gick han till AIK:s juniorverksamhet säsongen 2014/15. Under denna säsong var Karlström den spelare som gjorde flest poäng i J18 Elit då han på 22 matcher stod för 44 poäng (18 mål, 26 assist). 2015/16 tillbringade han den större delen av säsongen med AIK:s J20-lag i J20 Superelit. Under denna säsong fick han också debutera i AIK:s A-lag i Hockeyallsvenskan då han blev uttagen att spela två matcher. Vid NHL-draften 2016 blev Karlström vald i den tredje rundan som nummer 90 totalt av Dallas Stars. Säsongen 2016/17 tog Karlström en ordinarie plats i AIK:s A-lag. I säsongens första match gjorde Karlström sitt första mål i Hockeyallsvenskan, på Jonas Fransson, när Västerviks IK besegrades med 3–1. På 45 matcher stod Karlström för 24 poäng (9 mål, 15 assist). Efter att AIK slagits ut i kvalspelet till SHL anslöt han till klubbens J20-lag med vilka han tog ett SM-brons.
Den 5 april 2017 meddelade Linköping HC att man skrivit ett tvåårsavtal med Karlström. Därefter gjorde han SHL-debut för klubben den 16 september 2017 när Linköping besegrades av Färjestad BK. Totalt spelade han 35 grundseriematcher, där han noterades för fem poäng (två mål, tre assist). Karlström missade sedan det efterföljande SM-slutspelet på grund av en skada. Efter att ha fått begränsat med speltid under första delen av sin andra säsong med Linköping, meddelades det den 17 november 2018 att klubben lånat ut Karlström till AIK i Hockeyallsvenskan i två veckor. På sex matcher stod han för ett mål och en assist, innan han återvände till Linköping i slutet av samma månad. På 45 grundseriematcher noterades Karlström för tio poäng för Linköping. Kort efter säsongens slut meddelades det att Karlström lämnat laget.
Den 8 april 2019 meddelades det att Karlström skrivit ett tvåårsavtal med Växjö Lakers HC. Under sin första säsong i klubben slog han sitt personliga poängrekord i SHL:s grundserie. Han spelade samtliga 52 matcher och noterades för 20 poäng, varav tio mål. Sju av dessa mål gjorde Karlström under säsongens tolv sista matcher. Under sommaren 2020, den 1 juni, meddelades det att Karlström skrivit ett tvåårsavtal med Dallas Stars i NHL. Det bekräftades dock i samma veva att han skulle komma att lånas ut under nästföljande säsong till Växjö. Säsongen 2020/21 spelade Karlström 51 grundseriematcher och noterades för 25 poäng, varav 10 mål. Karlström tog ett SM-guld efter att Växjö först vunnit grundserien och därefter också SM-slutspelet sedan man i tur och ordning slagit ut Färjestad BK (4–0), Örebro HK (3–2) och Rögle BK (4–1).

#### Från 2021: Spel i Nordamerika
Karlström lämnade Växjö inför säsongen 2021/22 för spel i Nordamerika. Den 8 oktober 2021 meddelade Dallas Stars att man flyttat ner Karlström till farmarlaget Texas Stars i AHL. Den 16 oktober samma månad gjorde han AHL-debut i en 2–0-förlust mot Iowa Wild. I sin fjärde match för Texas gjorde han sitt första mål, den 24 oktober 2021, på Ivan Prosvetov i en 6–2-seger mot Tucson Roadrunners. På 65 grundseriematcher stod Karlström för 29 poäng i AHL, och med 16 gjorda mål hamnade han på femte plats i lagets interna skytteliga. Han blev uppkallad av Dallas den 18 april 2022 och gjorde därefter NHL-debut den 21 april. I denna match stod Karlström för en assistpoäng då Stars förlorade med 2–4 mot Calgary Flames. Totalt spelade han tre NHL-matcher under avslutningen av grundserien. Karlström avslutade säsongen i AHL, där Texas slogs ut i åttondelsfinal av Rockford Icehogs med 2–0 i matcher.
Den 14 juni bekräftades det att Karlström förlängt sitt avtal med Stars med ytterligare en säsong. Han tillbringade dock större delen av säsongen 2022/23 med farmarlaget Texas i AHL, där han på 47 grundseriematcher stod för 26 poäng, varav tio mål. Han fick avsluta säsongen i förtid då han i mars 2023 ådrog sig en skada under en match mot Coachella Valley Firebirds. Dessförinnan hade han blivit uppkallad till NHL och spelat fem matcher för Dallas.
Den 6 juni 2023 bekräftades det att Karlström förlängt sitt avtal med Stars med ytterligare en säsong. Den följande säsongen spelade Karlström enbart för Texas i AHL. Den 29 december 2023 noterades Karlström för sitt första hat trick i AHL, i en 6–2-seger mot Manitoba Moose. I grundserien stod han för 44 poäng på 72 matcher och han hade, tillsammans med Michael Karow, bäst plus/minus-statistik i laget (+14). Laget slog ut Moose i den första omgången innan man besegrades av Milwaukee Admirals med 3–2 i åttondelsfinalserien. På sju slutspelsmatcher noterades Karlström för tre mål och fem assistpoäng.
Den 3 juli 2024 meddelades det att Karlström skrivit ett ettårsavtal med New York Islanders. Strax innan säsongspremiären placerades Karlström på waiverslistan och skickades därefter ner till Islanders farmarlag i AHL, Bridgeport Islanders. Han spelade totalt 30 grundseriematcher för Islanders, som misslyckades att ta sig till slutspel. På dessa noterades han för nio mål och fyra assist.
Den 8 maj 2025 bekräftades det att Karlström lämnat Nordamerika och återvänt till Linköping HC, vilka han skrivit ett fyraårsavtal med.

### Landslag

#### 2017–2018: Juniorlandslaget
Karlström blev uttagen att spela JVM i Kanada 2017. Sverige gick obesegrade genom gruppspelet och besegrade även Slovakien i kvartsfinalen. I den efterföljande semifinalen föll Sverige mot Kanada med 2–5 och fick därmed spela bronsmatch mot Ryssland. Laget föll även i bronsmatchen sedan Ryssland avgjort till 2–1 i förlängning. På sju spelade matcher noterades Karlström för tre poäng (ett mål, två assist).
Karlström blev även uttagen till JVM året därpå, i USA. I Sverige öppningsmatch stod han för två assistpoäng, då man besegrade Vitryssland med 1–6. I slutspelet slog Sverige ut både Slovakien och värdnationen USA, innan man föll i finalen mot Kanada med 3–1. På sju matcher stod Karlström för tre assistpoäng totalt.

#### 2020: A-landslaget
Den 7 december 2020 stod det klart att Karlström blivit uttagen att representera det Svenska A-landslaget under Channel One Cup samma månad. Karlström spelade två av Sveriges tre matcher och gjorde A-landslagsdebut den 19 december 2020 i en 1–4-seger mot Finland.

## Statistik

### Klubblag
| 2015–16                  | AIK                      | HA                       | 2   | 0  | 0  | 0   | 2  | —  | — | — | —  | — |
| 2016–17                  | AIK                      | HA                       | 45  | 9  | 15 | 24  | 4  | 7  | 1 | 0 | 1  | 0 |
| 2017–18                  | Linköping HC             | SHL                      | 35  | 2  | 3  | 5   | 6  | —  | — | — | —  | — |
| 2018–19                  | AIK                      | HA                       | 6   | 1  | 1  | 2   | 4  | —  | — | — | —  | — |
| 2018–19                  | Linköping HC             | SHL                      | 45  | 4  | 6  | 10  | 8  | —  | — | — | —  | — |
| 2019–20                  | Växjö Lakers HC          | SHL                      | 52  | 10 | 10 | 20  | 6  | —  | — | — | —  | — |
| 2020–21                  | Växjö Lakers HC          | SHL                      | 51  | 10 | 15 | 25  | 14 | 14 | 5 | 5 | 10 | 2 |
| 2021–22                  | Texas Stars              | AHL                      | 65  | 16 | 13 | 29  | 4  | 2  | 1 | 0 | 1  | 0 |
| 2021–22                  | Dallas Stars             | NHL                      | 3   | 0  | 1  | 1   | 0  | —  | — | — | —  | — |
| 2022–23                  | Texas Stars              | AHL                      | 47  | 10 | 16 | 26  | 16 | —  | — | — | —  | — |
| 2022–23                  | Dallas Stars             | NHL                      | 5   | 0  | 0  | 0   | 0  | —  | — | — | —  | — |
| 2023–24                  | Texas Stars              | AHL                      | 72  | 21 | 23 | 44  | 12 | 7  | 3 | 5 | 8  | 0 |
| 2024–25                  | Bridgeport Islanders     | AHL                      | 30  | 9  | 4  | 13  | 12 | —  | — | — | —  | — |
| AHL totalt               | AHL totalt               | AHL totalt               | 215 | 56 | 56 | 112 | 44 | 9  | 4 | 5 | 9  | 0 |
| SHL totalt               | SHL totalt               | SHL totalt               | 183 | 26 | 34 | 60  | 34 | 14 | 5 | 5 | 10 | 2 |
| Hockeyallsvenskan totalt | Hockeyallsvenskan totalt | Hockeyallsvenskan totalt | 53  | 10 | 16 | 26  | 10 | 7  | 1 | 0 | 1  | 0 |

### Internationellt
| År            | Lag           | Turnering     | Matcher | Mål | Assists | Poäng | Utv. |
| ------------- | ------------- | ------------- | ------- | --- | ------- | ----- | ---- |
| 2017          | Sverige       | JVM           | 7       | 1   | 2       | 3     | 0    |
| 2018          | Sverige       | JVM           | 7       | 0   | 3       | 3     | 6    |
| Junior totalt | Junior totalt | Junior totalt | 14      | 1   | 5       | 6     | 6    |